# Robin Montgomery
Robin Montgomery (Washington, 5 settembre 2004) è una tennista statunitense.

## Carriera

### 2019-2021: vittoria US Open juniores, primi titoli ITF, esordio WTA
Montgomery, a livello juniores, ha raggiunto il terzo turno a Wimbledon nel 2019 e a dicembre dello stesso anno, ha vinto il prestigioso torneo juniores Orange Bowl. Debutta anche nel circuito professionistico partecipando al torneo ITF di Carson.
Nel 2020 raggiunge i quarti di finale agli Australian Open junior. Due mesi dopo conquista il primo titolo a livello professionistico nell'evento $25.000 di Las Vegas vincendo la finale contro Xiaodi You in rimonta. Ad agosto, dopo la pausa dovuta alla pandemia di COVID-19, Montgomery riceve una wildcard per giocare le qualificazioni del torneo di Cincinnati, ma perde al primo turno contro Sorana Cîrstea. La settimana successiva, riceve un'altra wildcard, per il main draw dello US Open, facendo così il suo debutto in uno Slam, ma esce sconfitta da Julija Putinceva all'esordio.
Nel 2021 grazie ad una wildcard esordisce al torneo di Miami, ma perde contro Magda Linette in tre set. A maggio raggiunge i quarti di finale dell'Open di Francia junior. Termina la carriera under 18 con la partecipazione e la vittoria dello US Open 2021, sia nel singolare che nel doppio. Nella prima specialità ha vinto battendo Kryszina Dsmitruk per 6-2 6-4, mentre in coppia con Ashlyn Krueger, prevalendo sulle connazionali Reese Brantmeier/Elvina Kalieva. In seguito al risultato ottenuto, diventa la tennista under 18 numero 2 del mondo.

### 2022-2023: prima vittoria WTA
Nel 2022 grazie ad una wildcard entra nel tabellone principale di Indian Wells ma si arrende al primo turno a Kaia Kanepi con un doppio 6-3. Anche a Miami entra con una wildcard ma viene rimontata da Anna Kalinskaja con lo score di 4-6 6-4 7–6(4). Ad aprile prende parte al torneo $25,000 di Nottingham e raggiunge la finale dove si arrende alla giocatrice di casa Eden Silva in due set. Ad ottobre raggiunge la sua prima finale in un torneo $60,000 ma perde in tre set contro l'ex top 50 Madison Brengle (6-4, 4-6, 2-6). Ad ottobre perde al primo turno del San Diego Open contro la top 10 e coetanea Coco Gauff, dopo aver vinto alle qualificazioni contro Zhang Shuai e Bernarda Pera. Si aggiudica il primo trofeo $60,000 nel mese di novembre sul cemento indoor di Calgary avendo la meglio su Urszula Radwańska in finale.
Nel 2023 disputa per la prima volta le qualificazioni dell'Australian Open ma si ferma al secondo turno contro Diana Šnaider (4-6, 4-6). Vince il primo match a livello WTA a Indian Wells battendo la n°57 Ana Bogdan in rimonta (3-6, 6-3, 6-3); perde poi al secondo turno contro Madison Keys. A maggio conquista il primo titolo ITF su terra battuta a Saint-Gaudens perdendo un solo set durante il torneo. A giugno prende parte al WTA 125 di Gaiba su erba e vince contro Taylor Townsend, Laura Pigossi e Ysaline Bonaventure raggiungendo per la prima volta una semifinale in un torneo di questo livello. Nel penultimo atto subisce una rimonta dalla futura vincitrice del torneo Ashlyn Krueger.

## Statistiche ITF

### Singolare

#### Vittorie (3)
| Torneo $100.000 (0) |
| Torneo $80.000 (0)  |
| Torneo $60.000 (2)  |
| Torneo $40.000 (0)  |
| Torneo $25.000 (1)  |
| Torneo $15.000 (0)  |

| N. | Data             | Torneo                                           | Superficie  | Avversaria in finale | Punteggio     |
| 1. | 8 marzo 2020     | Oracle Pro Series Las Vegas, Las Vegas           | Cemento     | You Xiaodi           | 2–6, 6–3, 6–4 |
| 2. | 13 novembre 2022 | Calgary National Bank Challenger, Calgary        | Cemento (i) | Urszula Radwańska    | 7-6(6), 7-5   |
| 3. | 21 maggio 2023   | Edge Open Saint-Gaudens Occitanie, Saint-Gaudens | Terra rossa | Alice Robbe          | 7-5, 6-4      |

#### Sconfitte (4)
| Torneo $100.000 (0) |
| Torneo $80.000 (0)  |
| Torneo $60.000 (1)  |
| Torneo $40.000 (0)  |
| Torneo $25.000 (3)  |
| Torneo $15.000 (0)  |

| N. | Data             | Torneo                                        | Superficie | Avversaria in finale | Punteggio     |
| 1. | 15 novembre 2020 | Oracle Pro Series Orlando Challenger, Orlando | Cemento    | Alycia Parks         | 6–3, 4–6, 2–6 |
| 2. | 24 aprile 2022   | Nottingham Tennis Centre, Nottingham          | Cemento    | Eden Silva           | 4-6, 4-6      |
| 3. | 2 ottobre 2022   | Central Coast Pro Tennis Open, Templeton      | Cemento    | Madison Brengle      | 6-4, 4-6, 2-6 |
| 4. | 29 gennaio 2023  | Orlando Women's, Orlando                      | Cemento    | Peyton Stearns       | 2-6, 0-6      |

### Doppio

#### Vittorie (4)
| Torneo $100.000 (0) |
| Torneo $80.000 (0)  |
| Torneo $60.000 (2)  |
| Torneo $40.000 (0)  |
| Torneo $25.000 (2)  |
| Torneo $15.000 (0)  |

| N. | Data             | Torneo                                    | Superficie  | Compagna           | Avversarie in finale             | Punteggio        |
| 1. | 24 ottobre 2020  | Internationaux de Reims, Reims            | Cemento (i) | Séléna Janicijevic | Harriet Dart Sarah Beth Grey     | w/o              |
| 2. | 17 luglio 2021   | The Women's Hostpital Classic, Evansville | Cemento     | Kylie Collins      | Lauren Proctor Anna Ulyashchenko | 5-7, 6-3, [10-2] |
| 3. | 5 marzo 2022     | Arcadia Women's Pro Open, Arcadia         | Cemento     | Ashlyn Krueger     | Harriet Dart Giuliana Olmos      | w/o              |
| 4. | 11 febbraio 2023 | Orlando USTA Pro Circuit Event, Orlando   | Cemento     | Ashlyn Krueger     | Arianne Hartono Eva Vedder       | 7-5, 6-1         |

#### Sconfitte (2)
| Torneo $100.000 (2) |
| Torneo $80.000 (0)  |
| Torneo $60.000 (0)  |
| Torneo $40.000 (0)  |
| Torneo $25.000 (0)  |
| Torneo $15.000 (0)  |

| N. | Data           | Torneo                                                   | Superficie  | Compagna       | Avversarie in finale        | Punteggio        |
| 1. | 22 aprile 2023 | LTP Charleston Pro Tennis, Charleston                    | Terra verde | Ashlyn Krueger | Sophie Chang Angela Kulikov | 3-6, 4-6         |
| 2. | 7 maggio 2023  | FineMark Women's Pro Tennis Championship, Bonita Springs | Terra verde | Ashlyn Krueger | Makenna Jones Jamie Loeb    | 7-5, 4-6, [2-10] |

## Grand Slam Junior

### Singolare

#### Vittorie (1)
| Tornei del Grande Slam  |
| ----------------------- |
| Australian Open (0)     |
| Open di Francia (0)     |
| Torneo di Wimbledon (0) |
| US Open (1)             |

| N. | Data              | Torneo            | Superficie | Avversaria in finale | Punteggio |
| 1. | 11 settembre 2021 | US Open, New York | Cemento    | Kristina Dmitruk     | 6-2, 6-4  |

### Doppio

#### Vittorie (1)
| Tornei del Grande Slam  |
| ----------------------- |
| Australian Open (0)     |
| Open di Francia (0)     |
| Torneo di Wimbledon (0) |
| US Open (1)             |

| N. | Data              | Torneo            | Superficie | Compagna       | Avversarie in finale            | Punteggio        |
| 1. | 11 settembre 2021 | US Open, New York | Cemento    | Ashlyn Krueger | Reese Brantmeier Elvina Kalieva | 5-7, 6-3, [10-4] |